# Kardvädd

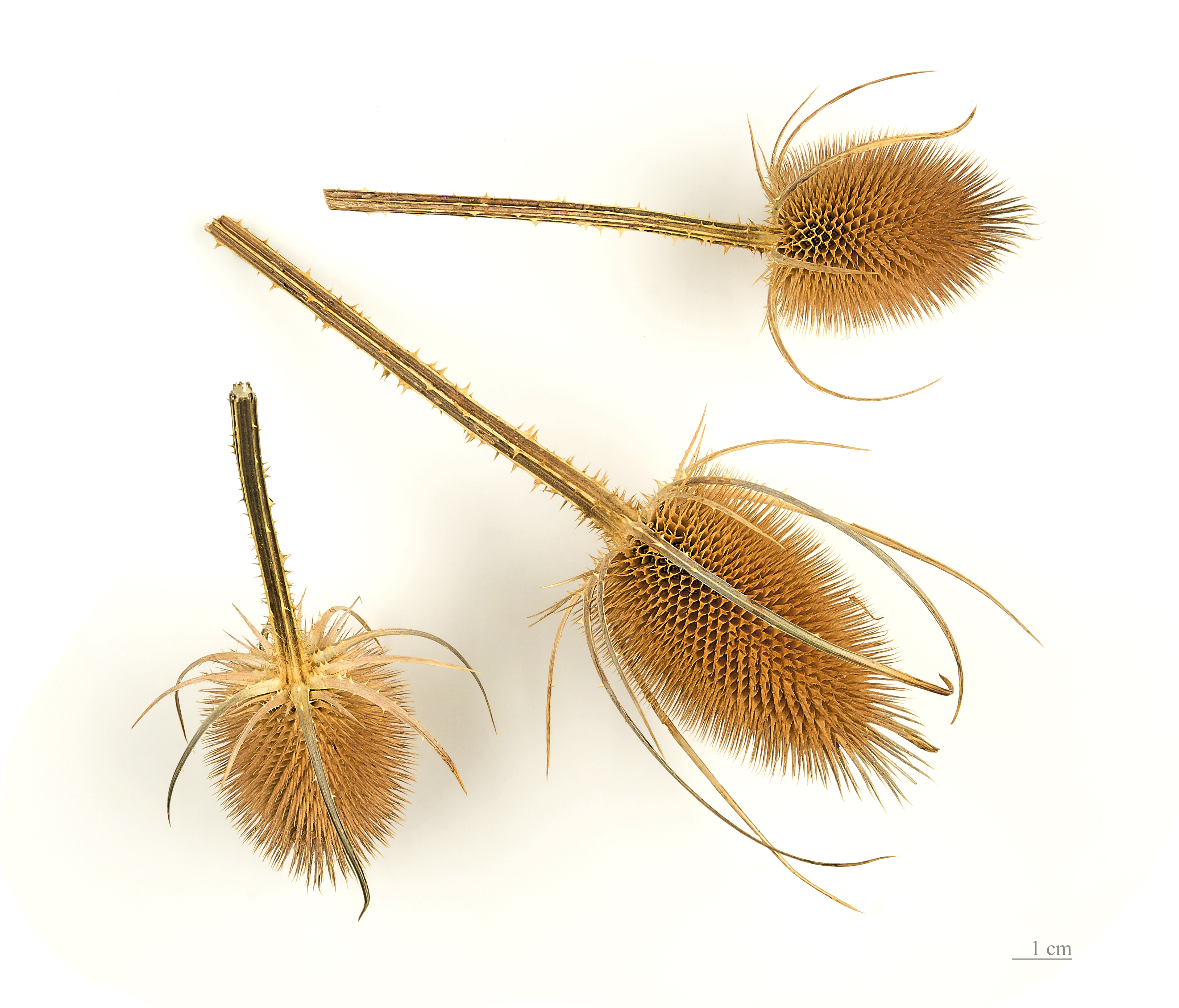
Dipsacus fullonum

Kardvädd (Dipsacus fullonum) är en växtart i familjen väddväxter.